# کلنل (فیلم)
کلنل  فیلمی به کارگردانی نورالدین یادآور نیک‌روش و نویسندگی نورالدین یادآور نیک‌روش، مهرداد غروی ساختهٔ سال ۱۳۶۹ است.

## بازیگران
- محمد حاتمی
- ابوالقاسم محمدطاهر
- مینا سعیدی
- حمید طاهریان
- اسماعیل ناظرزاده
- علیرضا توتونچیان
- عباس شیخ
- قربان غفاری